# Sarıyer
Sarıyer ist eine Stadtgemeinde (Belediye) im gleichnamigen Ilçe (Landkreis) der Provinz Istanbul in der türkischen Marmararegion und gleichzeitig ein Stadtbezirk der 1984 gebildeten Büyükşehir belediyesi İstanbul (Großstadtgemeinde/Metropolprovinz). Sarıyer liegt auf der europäischen Seite der Großstadt und ist seit der Gebietsreform 2013/2014 flächen- und einwohnermäßig identisch mit dem Landkreis.

## Geografie
Der Landkreis/Stadtbezirk grenzt im Süden an Beşiktaş, im (südlichen) Westen an Şişli sowie an das nördlicher gelegene Eyüpsultan, mit dem die längste Landgrenze besteht. Im Norden bildet das Schwarze Meer und im Osten der Bosporus die natürliche Grenze.

## Verwaltung
Ebenso wie der Nachbarkreis Beşiktaş wurde der Kreis Sarıyer im Jahr 1930 neu gebildet, vermutlich aus Beyoğlu ausgegliedert. Maßgebend war das Gesetz Nr. 1612. Zur ersten Volkszählung nach der Eigenständigkeit wurden 24.266 Einwohner auf 225 km² gezählt, davon 20.040 in der Kreishauptstadt.
(Bis) Ende 2012 bestand der Landkreis aus der Kreisstadt sowie acht Dörfern, die während der Verwaltungsreform 2013/2014 in Mahalle (Stadtviertel/Ortsteile) überführt wurden. Durch die Herabstufung zu Mahalle stieg deren Anzahl auf 38 an. Ihnen steht ein Muhtar als oberster Beamter vor.
Ende 2020 lebten durchschnittlich 8.824 Menschen in jedem Mahalle, 35.478. Einw. im bevölkerungsreichsten (Ayazağa Mah.).

## Sehenswürdigkeiten
- die Rumeli-Festung
- das Gebäude der 1985 gegründeten Borsa Istanbul in Istinye
- der Belgrad-Wald, der östlichste Wald der Halbinsel Thrakien
- das Atatürk-Arboretum[4]

In Sarıyer befindet sich das historische Viertel Therapia (früher Phamakias), wo viele Bosporus-Deutsche aus der ersten Generation wohnten. Hier eröffnete 1909 der Armenier Mıgırdiç Tokatlıyan das zweite seiner berühmten Tokatlıyan-Hotels, das als das Lieblingshotel des türkischen Staatsgründers Mustafa Kemal Atatürk betrachtet wird.

## Städtepartnerschaften
Sarıyer hat mit der mittelhessischen Stadt Weilburg im Sommer 2009 eine Vereinbarung zur Zusammenarbeit getroffen und pflegt seit Januar 2013 eine Städtepartnerschaft mit Aachen.